# Convair NB-36H
Predloga:Infobox aircraft career
Convair NB-36H, vzdevek "Crusader" ("križar"), je bil ameriški eksperimentalni bombnik z jedrskim reaktorjem. Namen je bil raziskovanje jedrskega pogona, ki bi omogočil precej večji dolet in čas leta. Platforma za NB-36H je bil strateški bombnik Convair B-36 Peacemaker, NB-36H ni bil povsem jedrsko letalo, imel je tudi šest zvezdastih motorjev in štiri turboreaktivne.
Izvedli so 43 testnih letov, vendar 3MW reaktor ni nikoli poganjal letala. Pozneje so projekt opustili.

## Specifikacije
Splošne karakteristike
- Posadka: 5
- Dolžina: 49,38m (162 ft 1in)
- Razpon kril: 70,10m (230 ft)
- Višina: 14,23m (46 ft 8in)
- Površina kril: 4770 ft² (443,3 m²)
- Naložena teža: 162305 kg (357500Ib)
- Pogon letala:
  - 4 × General Electric J47 turboreaktivni motorji, 5200 Ib (23,1 kN)  vsak
  - 6 × Pratt & Whitney R-4360-53 vodno hlajeni zvezdasti motorji, 3800 KM (2830 kW)   vsak

 Zmogljivost 
- Maks. hitrost: 676 km/h (420 mph)
- Potovalna hitrost: 270 mph
- Višina leta: 40000 ft (12200 m)